# Laimi Leidenius

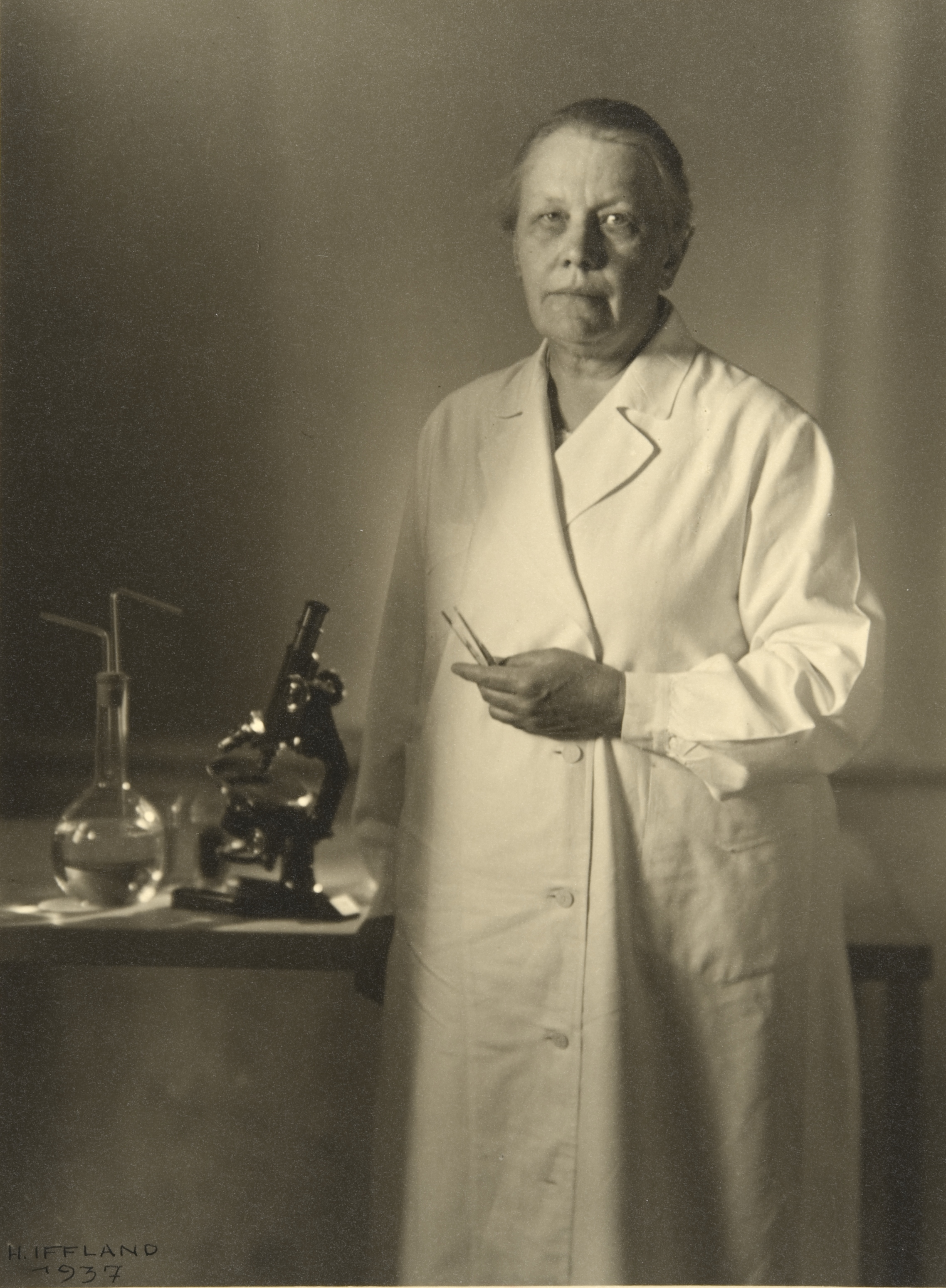
Laimi Leidenius år 1937.

Laimi Lovisa Leidenius, född 13 februari 1877 i Kurikka, död 23 november 1938 i Helsingfors, var en finländsk läkare. Hon blev den första kvinnliga professorn vid Helsingfors universitet.
Leidenius blev medicine och kirurgie doktor 1913, verkade 1910–1928 vid obstetriska avdelningen vid Allmänna sjukhuset i Helsingfors, var 1929–1930 underläkare vid dess gynekologiska klinik och blev sistnämnda år till professor i obstetrik. Hon bedrev forskning om förlossningsvärkar, livmodercancer och dess operativa behandling samt om den inre sekretionen hos nyfödda.

## Utmärkelser
- Finlands Röda Kors’ förtjänstmedalj i brons[2]

[Redigera Wikidata]